# Dichelyma uncinatum
Dichelyma uncinatum är en bladmossart som beskrevs av Mitten 1864. Dichelyma uncinatum ingår i släktet klomossor, och familjen Fontinalaceae. Inga underarter finns listade i Catalogue of Life.